# Nemzeti Befektetési Ügynökség
A HIPA Nemzeti Befektetési Ügynökség Nonprofit Zártkörűen Működő Részvénytársaság (angolul: Hungarian Investment Promotion Agency; rövidítve: HIPA) a külgazdasági ügyekért felelős miniszter irányítása alá tartozó, gazdasági társaság Magyarországon.  A Nemzeti Külgazdasági Hivatal (rövidítve: HITA) jogutódja, folyamatos feladatellátás mellett 2014. július 26-án vette át szerepét. A HIPA Nonprofit Zrt. 2019.szeptember 1-től kezdte meg működését, vezérigazgatója 2022. júniusa óta Joó István kormánybiztos.

## Székhelye
1055 Budapest, Honvéd u. 20.

## Története
A Nemzeti Külgazdasági Hivatal (rövidítve: HITA) a 265/2010. (XI.19.) Korm. rendelettel létrehozott közigazgatási szerv volt, amely 2011. január 1-jével kezdte meg működését. A Hivatal szolgáltatásaival célzottan támogatott egyes, külföldről Magyarországra, valamint egyes,  Magyarországról külföldre irányuló kereskedelmi tevékenységeket. Elnöke a kezdetekben Dobos Erzsébet volt, majd Faragó Péter megbízott elnökként vette át a helyét. 2013. december 1-jétől Berényi János volt, őt 2014. október 1-jén Ésik Róbert követte, aki a HIPA létrejöttekor annak vezérigazgatójává vált. (A Hivatal nem volt jogutódja az ITD Hungary Nonprofit Közhasznú Zrt-nek, amelynek egyes tevékenységek esetében a nyomába lépett.)
A Nemzeti Külgazdasági Hivatal feladata volt
- egyfelől a hazai kis- és középvállalkozások külgazdasági tevékenységének támogatása,
- másfelől a külföldi cégek magyarországi befektetéseinek ösztönzése.

A Hivatal legfontosabb relációs fókuszai a Széchenyi-tervhez és a külgazdasági stratégia tervezetéhez igazodtak: a régi, tradicionális exportpiacok (Németország, környező országok) megtartása és új, dinamikusan fejlődő piacok (Balkán, Kelet-Európa, Távol-Kelet) meghódítása.
A Nemzeti Külgazdasági Hivatal 2014 júliusától Nemzeti Befektetési Ügynökség néven működik tovább; vezérigazgatója 2022 júniusa óta Joó István kormánybiztos, gazdasági agrármérnök.

## Az Ügynökség feladat- és hatásköre[4]
a) javaslatot tesz a befektetés-ösztönzés rövid, közép- és hosszú távú céljainak kialakítására, a célok elérését biztosító gazdasági, szabályozási, intézményi és egyéb feltételrendszer kialakításának lehetséges irányaira;

b) részt vesz a külgazdasági politikai koncepció és a külgazdasági stratégia végrehajtásában;

c) segíti a külgazdasági ügyekért felelős miniszter hivatali szervezetének parlamenti államtitkárát a miniszter külügyi és külgazdasági stratégiájából eredő feladatainak előkészítésében;

d) közreműködik a befektetés-ösztönzési szakmai anyagok összeállításában;

e) közreműködik az üzleti delegációk szakmai programjainak megvalósításában;

f) előkészíti a külföldi befektetők magyarországi befektetéseivel kapcsolatos egyedi döntési javaslatokat;

g) részt vesz a befektetés-ösztönzési elképzelések, programok, koncepciók kidolgozásában, azok megvalósításában;

h) előkészíti a kiemelt beruházási projektek támogatásával kapcsolatos kormányzati döntéseket;

i) kapcsolatot tart fenn, illetve együttműködik a befektetés-ösztönzésben érintett kormányzati szervekkel;

j) szakmai háttéranyagok kidolgozásával közreműködik a befektetés-ösztönzési szakmai kommunikáció szervezésében;

k) segíti a két- és többoldalú nemzetközi gazdasági kapcsolatok fejlesztését;

l) kapcsolatot tart a külföldi befektetőkkel, segíti azok befektetési döntéseinek meghozatalát;

m) előkészíti és lebonyolítja a miniszter által a hatáskörébe utalt befektetés-ösztönzési tárgyalásokat, koordinálja a vállalt kötelezettségek végrehajtását;

n) részt vesz a külgazdasági támogatási rendszerre vonatkozó javaslatok kidolgozásában;

o) feladatkörét érintően együttműködik hazai és határon túli civil szervezetekkel, érdekképviseleti és egyéb szervezetekkel, illetve testületekkel.

### Az Ügynökség feladatai a befektetés-ösztönzési tevékenysége körében[5]
a) információkat nyújt külföldiek számára a hazai befektetési, jogi, adózási és pénzügyi környezetről;

b) egyablakos rendszert működtet, amely segíti a külföldiek tájékozódását a befektetési lehetőségeket illetően és segítséget nyújt a külföldi befektetői döntések meghozatalához;

c) koordinálja a barna- és zöldmezős, valamint a vegyesvállalati befektetések előkészítését;

d) adatbázisok készítésével segíti és szervezi a magyar beszállítók részvételét a külföldi befektetések megvalósításában;

e) tájékoztatást nyújt a Kormány befektetéseket támogató programjairól;

f) javaslatot tesz befektetési helyszín kiválasztására;

g) működteti és koordinálja az egyedi kormánydöntéssel (EKD) biztosított támogatási rendszert;

h) felkészíti a helyi önkormányzatokat a befektetők fogadására;

i) figyelemmel kíséri, és feladatkörében eljárva gondozza a már betelepült befektetők működési körülményeit és közreműködik a magyar hozzáadott érték-hányad növelésében;

j) feladatkörével összefüggésben részt vesz külföldi konferenciákon, rendezvényeken.